# Encarnación López
Encarnación López o Damayanti (Madrid, 1902-1975) Va ser una ballarina espanyola, filla de l'actriu i ballarina Pepita Sevilla.

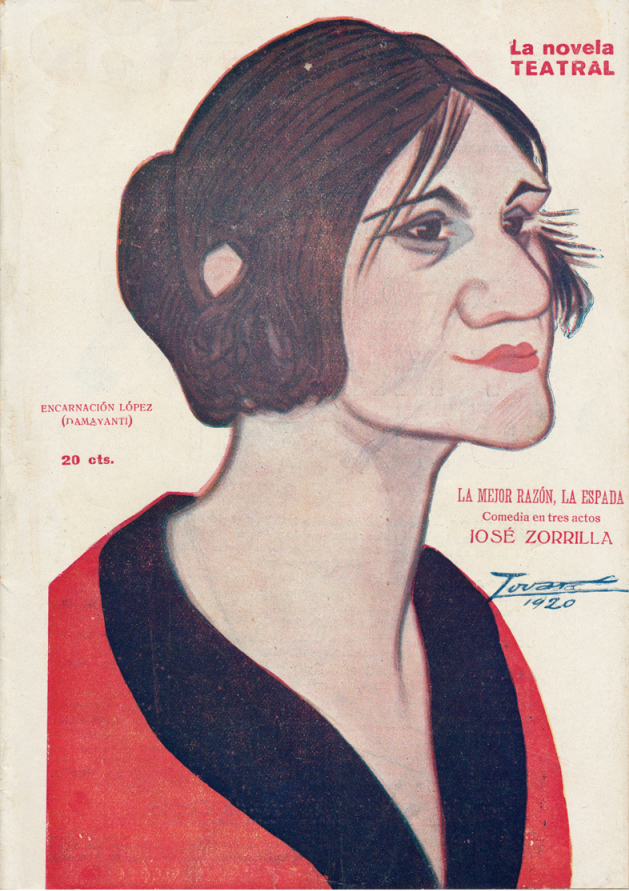
Caricaturitzada per Tovar (1920).

Filla de Pepita Sevilla, Va debutar al Teatre Lara en 1916 als catorze anys, de vegades és confosa amb Encarnación López Julves, més coneguda com La Argentinita.